# 大頸異䲁
大頸異䲁（學名：Alloblennius jugularis），為輻鰭魚綱鳚形目䲁科異䲁屬的一種，分布於西印度洋紅海阿卡巴灣海域，深度0至3公尺，本魚體延長，呈長橢圓形，頭部有觸鬚，體色黃褐色，頭部顏色稍深，兩眼上方的捲鬚為深褐色，腹鰭邊緣為深褐色，尾部有數條相互交織的條紋，胸部呈黃色或有黃色圓點和黑色，下顎後部無犬齒，背鰭硬棘12枚、背鰭軟條18-19枚、臀鰭硬棘2枚、臀鰭軟條20-21枚，體長可達5公分，棲息在波浪洶湧的潮間帶岩石海岸，為底棲性魚類，通常躲在洞穴，具領域性，一旦遇危險時以倒游方式躲入小洞穴中，僅露出頭部注視敵人，雌魚產附著性卵，雄魚有護卵行為。